# Deporaus glastinus
Espèce
Deporaus glastinus  est une espèce d'insectes coléoptères appartenant à la famille des Attelabidae.